# Lemnalia philippinensis
Lemnalia philippinensis är en korallart som först beskrevs av May 1899.  Lemnalia philippinensis ingår i släktet Lemnalia och familjen Nephtheidae. Inga underarter finns listade i Catalogue of Life.